# Foothill Farms, Kalifornien
Foothill Farms är en ort (CDP) i Sacramento County, i delstaten Kalifornien, USA. Enligt United States Census Bureau har orten en folkmängd på 33 121 invånare (2010) och en landarea på 10,9 km².